# 深夜

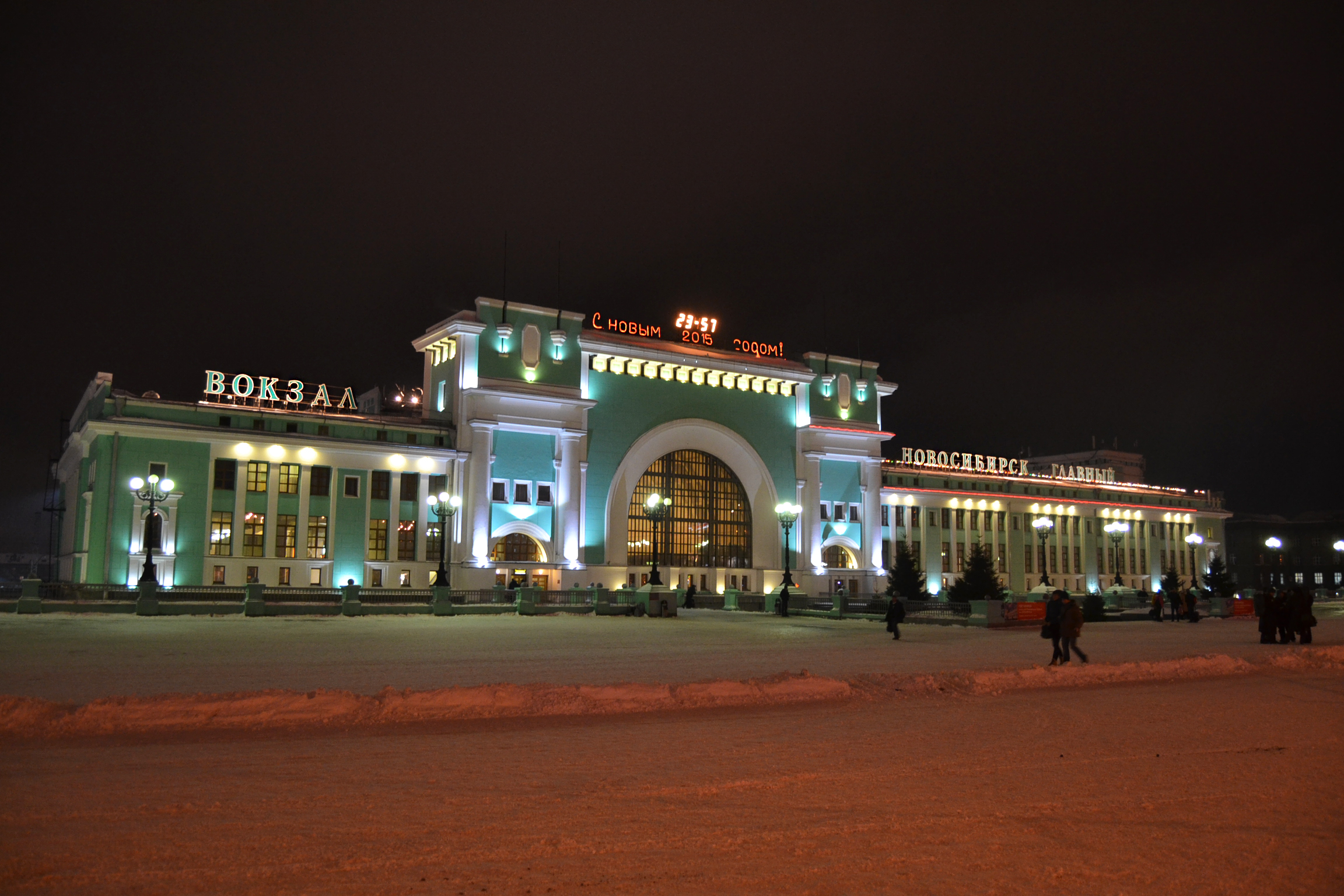
深夜の鉄道駅。時計は23時57分を示している。

深夜（しんや）は、夜深くの時間帯。夜更け（よふけ）、深更（しんこう）、夜半（よなか）とほぼ同じ。また、正子（真夜中）（0時）を意味することもある。
0時を過ぎた深夜は、正確には翌日だが、深夜と呼ぶ場合は前日として扱われることがある。
天気予報では、深夜という言葉は使わない。

## 深夜の範囲
- 労働基準法では22時（午後10時）から翌日5時（午前5時）までの労働を深夜業としていて（労働基準法第61条）、この時間帯に労働者を労働させた場合、使用者は所定の率以上の割増賃金を支払わなければならない（労働基準法第37条）。
- 各地方公共団体の青少年保護育成条例では青少年単独の深夜外出禁止の規定において、深夜を午後11時から午前4時までと規定しているところが多い。
- 風俗営業法では「深夜」を「午前0時から午前6時までの時間」と定義している[1][2]。
- 天気予報では、深夜という言葉は使わず、21時から翌日0時までは「夜遅く」、0時から3時までは（翌日の）「未明」、3時から6時までは「明け方」と呼ぶ[3]。報道でもこれに準じることが多い。
- 放送では明確な定義はないが、23～翌日0時ごろから同翌日5時に朝の番組が始まる直前までを深夜帯として、深夜放送がなされる。翌日0時以降に放送される番組の案内は25～29時として前日（当日）扱いにする場合がある（例：31日の27時は、日付の上では1日の午前3時）。
  - 上記の慣習を前提として、NHK放送文化研究所の『「深夜」は「何時ぐらいから何時ぐらいまで」だと思うか』という聞きとり調査では「午前0時台～午前2時台」（0時から3時の直前まで）という結果が出た[4]。
- 日本の公営競技・競輪のミッドナイト競輪は、ナイター競輪終了直後の20時40分から23時30分の間に行われる。

## 深夜の日時の表現
0時以降の深夜は日付が曖昧なこともあり、日時を示す様々な表現がある。次の表現はすべて同じ日時（例として、24時間制で15日の1時）を表す表現である。
- 15日の
  - 1時
  - 午前1時
  - 未明1時

- 14日の
  - 深夜1時
  - 翌日1時
  - 25時（30時間制や、29時制のようなもの）

日付は誤解されやすいので、前日と扱う表現と翌日と扱う表現を併記することもある。
正式な場面や、デジタル時計では、通常の24時間制か12時間制を使って、翌日の日時として表現される。
12時間制で、午前・午後の代わりに朝×時、昼×時、夜×時などと言う場合は、0時以降は深夜×時と言い、前日の日付として扱われることが多い。例えば「12月15日の深夜1時」は「12月16日の午前1時」を意味する表現として扱われる。翌日の日付として扱う場合は、未明×時（0時から3時）や明け方×時（3時から6時）という。
24時間制の場合、24時を超えて25時・26時等と延長した表現も使われる。日本では、ラジオ・テレビ等の放送において、1日のプログラムの開始を朝5時～6時頃としたまま、深夜側が伸びて日付をまたぐようになった、という歴史的事情から、前日の日付として深夜の時刻を簡潔に表すためによく使われる。30時間制を参照のこと。
深夜は大部分の人が寝ている時間帯ということもあり、新聞等でのテレビの番組表の時間を表記する欄では、深夜以外の通常の時間帯は朝から夜まで「(午前)5・6・7…11・(午後)0・1・2…10・11」と書かれるが、0時以降の深夜に関しては数字ではなく「深夜」と表記されてまとめられることが多く、場合によっては翌日の朝も少し書いて「深夜・明朝」と書かれることもある。